# Rindera gymnandra
Rindera gymnandra är en strävbladig växtart som först beskrevs av Cosson, och fick sitt nu gällande namn av Gürke. Rindera gymnandra ingår i släktet Rindera och familjen strävbladiga växter. Inga underarter finns listade i Catalogue of Life.